# Пюжьё
Пюжьё (фр. Pugieu) — коммуна во Франции, находится в регионе Рона — Альпы. Департамент — Эн. Входит в состав кантона Вирьё-ле-Гран. Округ коммуны — Белле.
Код INSEE коммуны — 01316.

## География
Коммуна расположена приблизительно в 420 км к юго-востоку от Парижа, в 65 км восточнее Лиона, в 55 км к юго-востоку от Бурк-ан-Бреса.
По территории коммуны протекает река Фюран. Большая часть территории покрыта лесами.

## Население
Население коммуны на 2010 год составляло 168 человек.
| 1962 | 1968 | 1975 | 1982 | 1990 | 1999 | 2010 |
| ---- | ---- | ---- | ---- | ---- | ---- | ---- |
| 123  | 109  | 91   | 108  | 123  | 125  | 168  |

## Администрация
| Период | Период | Фамилия    | Партия | Примечания |
| ------ | ------ | ---------- | ------ | ---------- |
| 1995   | 2001   | Луи Мерме  |        |            |
| 2001   | 2011   | Жак Рюа    |        |            |
| 2011   | 2014   | Рене Гигар |        |            |

## Экономика
В 2010 году среди 104 человек трудоспособного возраста (15—64 лет) 81 были экономически активными, 23 — неактивными (показатель активности — 77,9 %, в 1999 году было 72,3 %). Из 81 активных жителей работали 73 человека (40 мужчин и 33 женщины), безработных было 8 (5 мужчин и 3 женщины). Среди 23 неактивных 6 человек были учениками или студентами, 9 — пенсионерами, 8 были неактивными по другим причинам.

## Фотогалерея

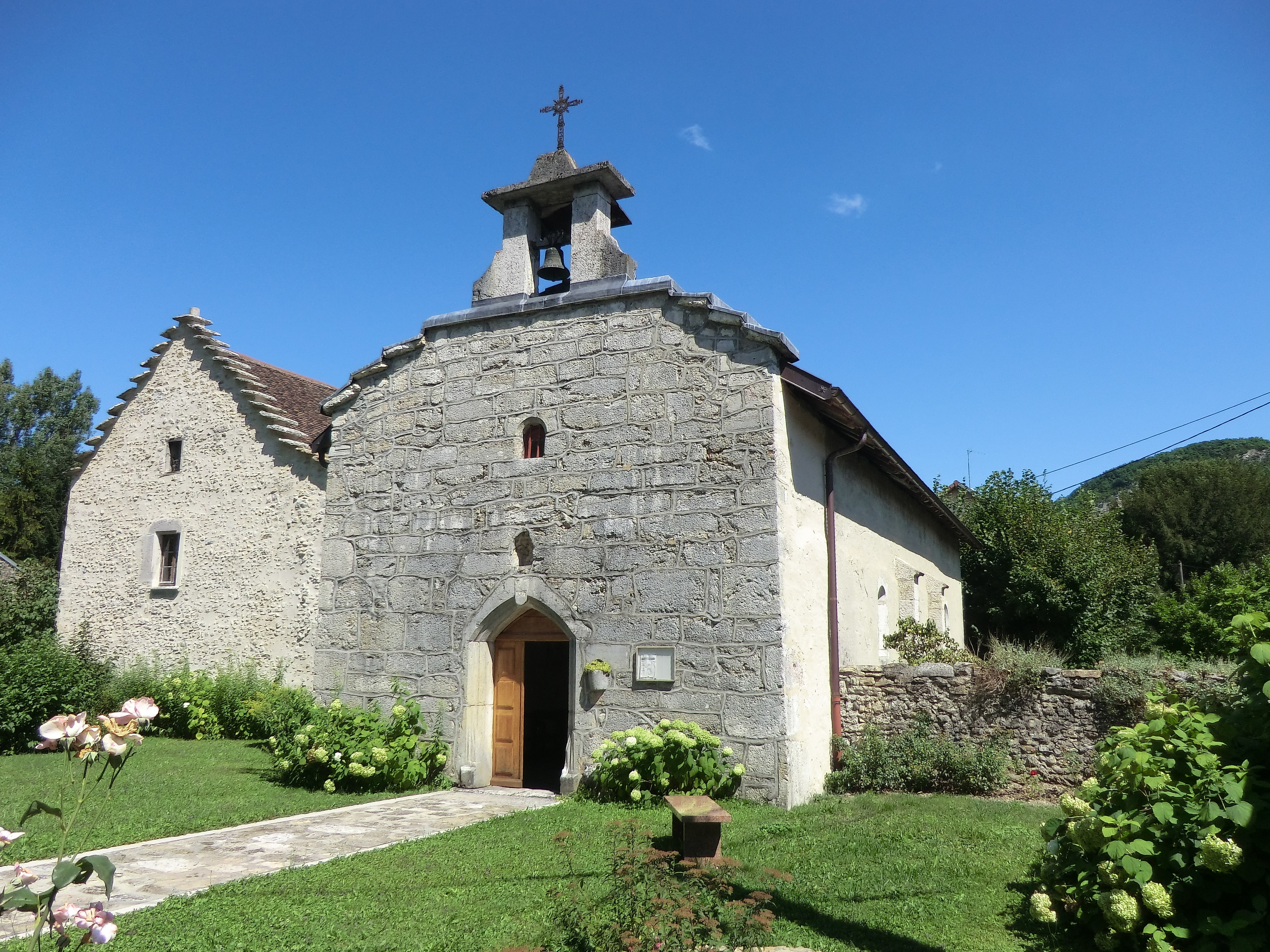
Часовня Св. Георгия
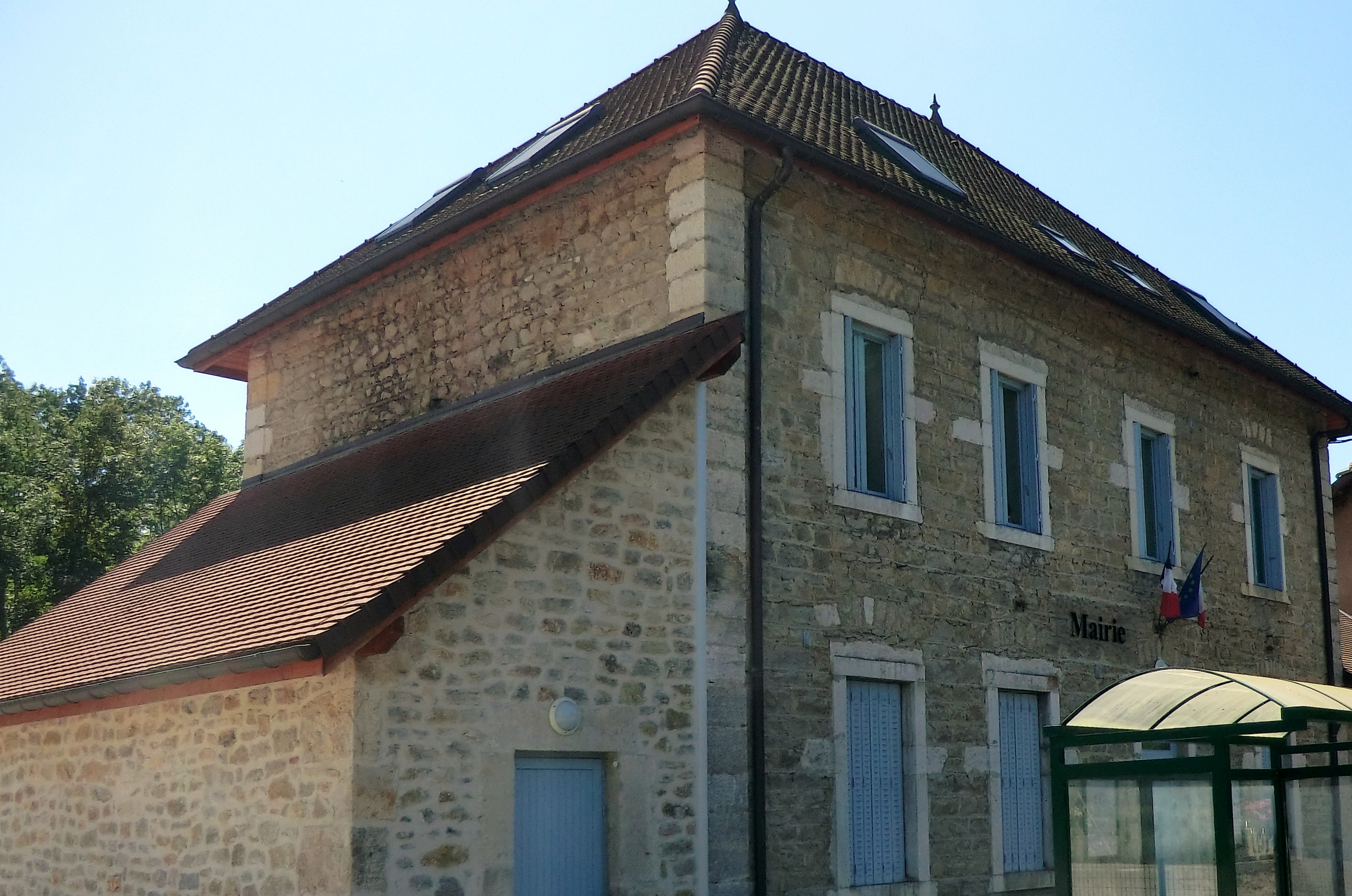
Мэрия
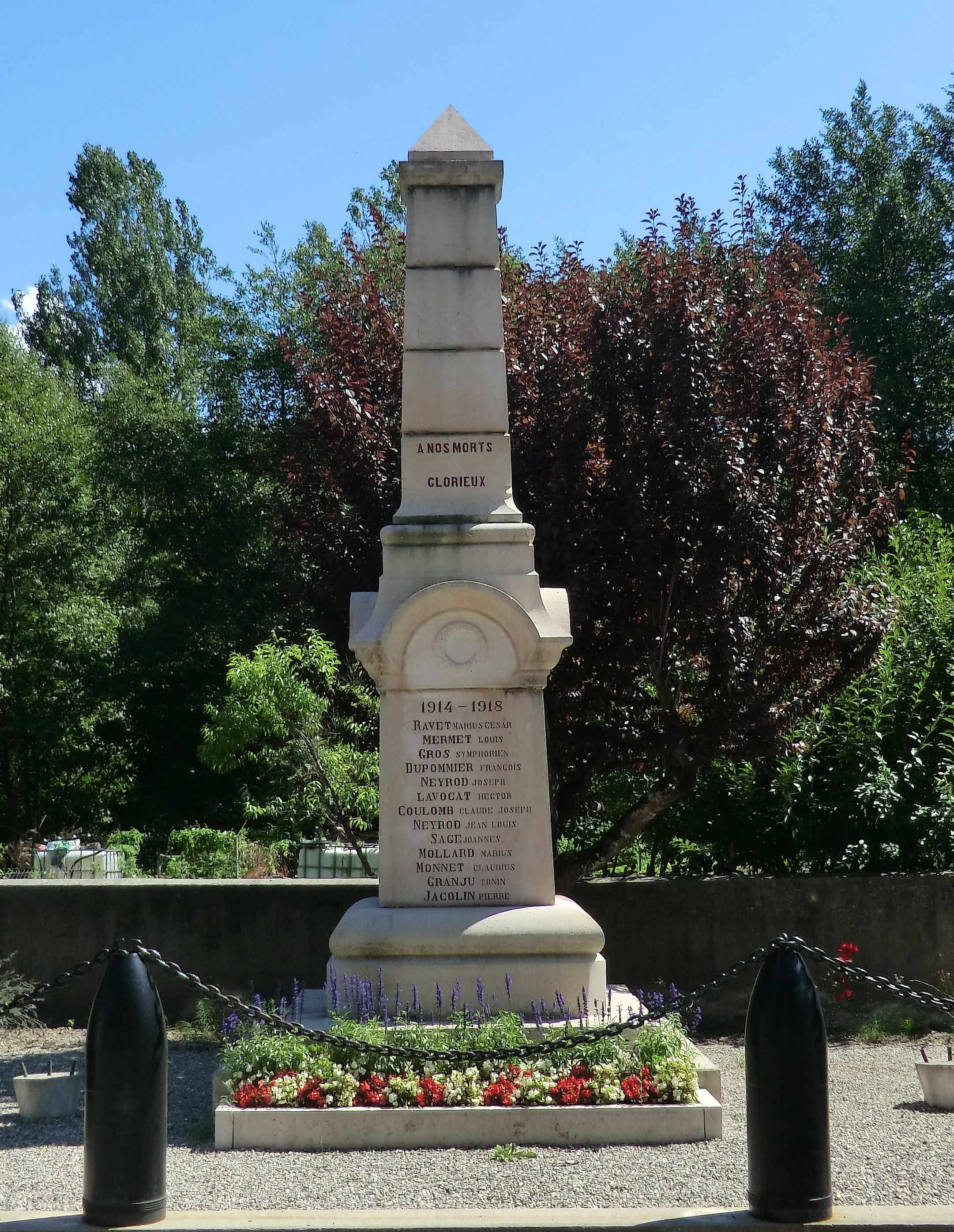
Военный мемориал
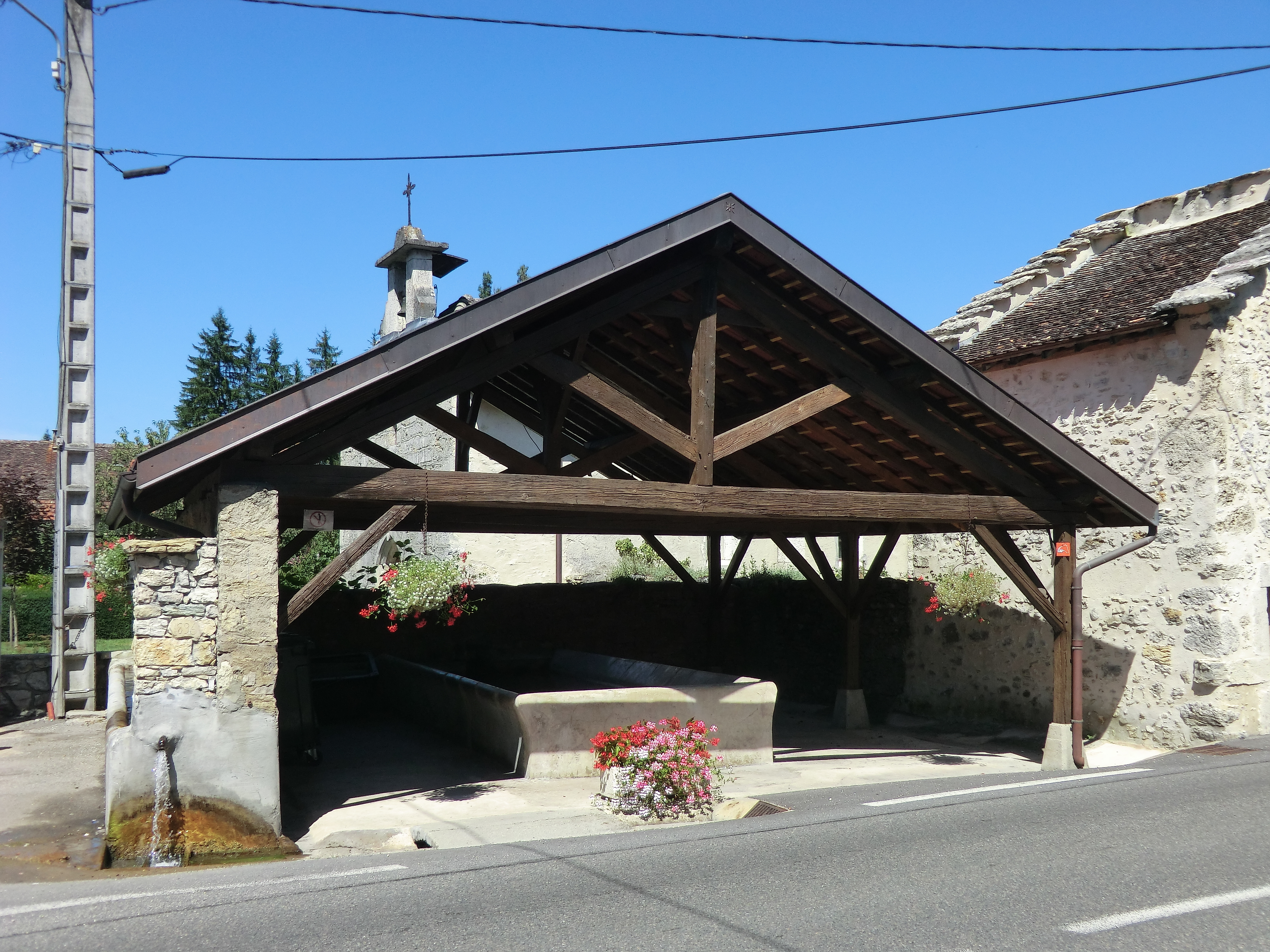
Общественная прачечная